# 永生化

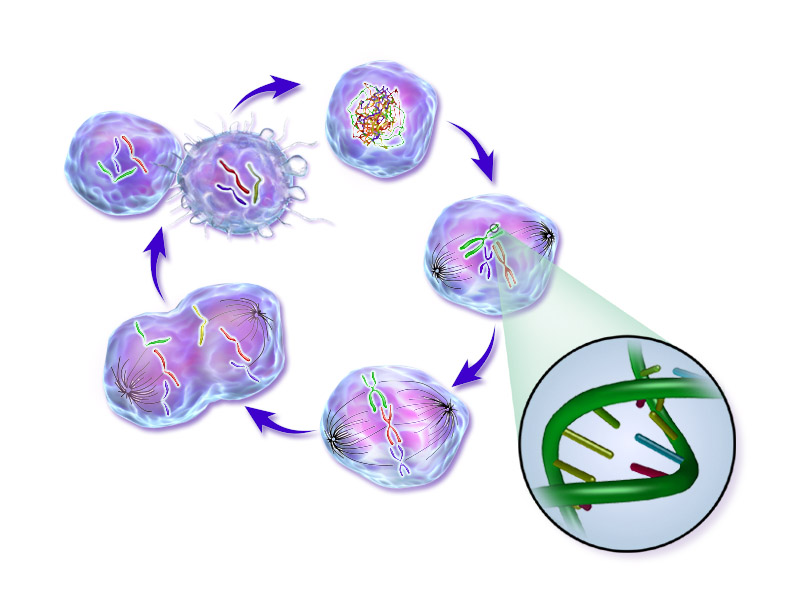
癌细胞（图）就是一种发生永生化的细胞，具有突破海弗里克极限进行无限制分裂的能力

永生化（英語：Immortalized cells）是指细胞取得可突破海弗里克极限、进行无限制分裂的过程。
永生化一般是端粒酶活化的结果。在肿瘤发生过程中，永生化是正常细胞转变为癌细胞的标志之一。另外，在科学研究中，有时为了研究方便，会通过转入SV40病毒SV40大T抗原等手段使细胞发生永生化。

## 机质
体外培养的人类细胞在分裂数十次后便会衰老直至凋亡（海弗里克极限），这种现象一般认为是由端粒缩短造成的。发生永生化的细胞则不同，细胞内端粒酶处于活躍状态，能不断修补缩短的端粒。
细胞的永生化往往伴随着染色体变异等异常现象化。在正常细胞癌变过程中，永生化是癌变的标志之一，但永生化的细胞不一定最后都换转变为癌细胞。部分研究表明，人为诱导永生化的细胞也能继续维持正常细胞的特性。但也有研究表明，人为增强细胞的增殖能力会使细胞出现癌细胞的特征。细胞癌变过程中永生化与其他恶性肿瘤特性的出现是否有关，目前仍然是一个争论中的问题。
体外培养的啮齿类动物细胞会发生自发性的永生化，而人类细胞中无此类现象发生。

## 人为诱导
细胞的永生化可以通过人为诱导的方式在体外达成。永生化的细胞可用作癌症研究的模型。
人为诱导细胞永生化的方法可分为物理诱导、化学诱导，以及生物学方法诱导三种。物理诱导即通过放射线照射、化学诱导是指通过致癌剂处理的方法诱导细胞永生化，而生物学诱导包括病毒感染（如SV40病毒、人乳头瘤病毒）、转入SV40病毒SV40大T抗原等方式。